# LVF – Galilei
Die LVF – Galilei war eine Dampflokomotive der Lombardisch-venetianischen Ferdinands-Bahn (LVF).
Die Maschine wurde von der Lokomotivfabrik der Wien-Raaber Bahn 1842 gebaut.
John Haswell setzte bei dieser Lokomotive wie auch bei den beiden Lokomotiven SCHOTTWIEN und THALHOF der Wien-Raaber Bahn (WRB) nicht mehr die halbkugelförmige Feuerbüchse ein, die zu Undichtheiten geneigt hatte, und denen er wahrscheinlich nicht zu Unrecht eine Teilschuld an den Explosionen mehrerer Kessel gab. Außerdem verwendete er erstmals die Expansionssteuerung (System Meyer). Nicht bewährte sich allerdings seine Idee, die Innenrahmen am Stehkessel zu befestigen, da das durch den fehlenden Massenausgleich auf den Rädern zur Beschädigung der Rahmen führte.
Als die LVF 1852 verstaatlicht wurde, kam sie mit demselben Namen zur Lombardisch-venetianischen Staatsbahn (LVStB).